# Spirit Lake (Iowa)
Spirit Lake és una població dels Estats Units a l'estat d'Iowa. Segons el cens del 2000 tenia 4.261 habitants.

## Demografia
Segons el cens del 2000, Spirit Lake tenia 4.261 habitants, 1.792 habitatges, i 1.130 famílies. La densitat de població era de 494 habitants/km².
Dels 1.792 habitatges en un 29,3% hi vivien nens de menys de 18 anys, en un 50,6% hi vivien parelles casades, en un 10,3% dones solteres, i en un 36,9% no eren unitats familiars. En el 32,8% dels habitatges hi vivien persones soles el 15,5% de les quals corresponia a persones de 65 anys o més que vivien soles. El nombre mitjà de persones vivint en cada habitatge era de 2,3 i el nombre mitjà de persones que vivien en cada família era de 2,92.
Per edats la població es repartia de la següent manera: un 24,6% tenia menys de 18 anys, un 6,9% entre 18 i 24, un 25,8% entre 25 i 44, un 23,9% de 45 a 60 i un 18,8% 65 anys o més.
L'edat mediana era de 40 anys. Per cada 100 dones de 18 o més anys hi havia 81,6 homes.
La renda mediana per habitatge era de 36.224 $ i la renda mediana per família de 44.652 $. Els homes tenien una renda mediana de 30.746 $ mentre que les dones 21.357 $. La renda per capita de la població era de 18.661 $. Entorn del 5,3% de les famílies i el 6,6% de la població estaven per davall del llindar de pobresa.

## Poblacions més properes
El següent diagrama mostra les poblacions més properes.